# Dwór w Bielawie
Dwór w Bielawie – zabytkowy dwór wybudowany w 1592 r., w miejscowości Bielawa jako dwór obronny.
Dwór położony jest w mieście, w Polsce, w województwie dolnośląskim, w powiecie dzierżoniowskim; na Przedgórzu Sudeckim, u podnóża Gór Sowich.

## Historia
Dwór spłonął w 1736 i 1877 r. W 1740 r. we dworze gościł Fryderyk II Wielki. Był tu również car Rosji Aleksander I Romanow. W 1930 r. został kupiony przez miasto. Obiekt czteroskrzydłowy, dwukondygnacyjny jest nakryty dwuspadowym dachem. W części północno-wschodniej stoi cylindryczna baszta zwieńczona stożkowym dachem. Mieścił Specjalny Ośrodek Szkolno-Wychowawczy z Oddziałem Przedszkolnym, Szkołą Podstawową nr 2 i Gimnazjum nr 4, Zasadniczą Szkołą Zawodową Nr 1, który został przeniesiony do Dzierżoniowa (ul. Nowowiejska). Na sprzedaż dworu został ogłoszony przetarg.